# Woodland Park, Colorado
Woodland Park är en stad (city) i Teller County, i delstaten Colorado, USA. Enligt United States Census Bureau har staden en folkmängd på 7 201 invånare (2011) och en landarea på 16,9 km².